# Mäxmud av Astrachan
Mäxmud av Astrachan var en tatarisk khan som grundade Astrachankhanatet på 1400-talet.